# Ascalafo (figlio di Ares)
Ascalafo (in greco antico: Ἀσκάλαφος?, Áskálaphos)) è un personaggio della mitologia greca ed un Argonauta.

## Genealogia
Figlio di Ares e di Astioche (figlia di Attore), menzionato nell'Iliade e fratello gemello di Ialmeno.

## Mitologia
Fu tra i pretendenti di Elena e partecipò alla guerra di Troia, ponendosi a capo dell'esercito dei Mini, tra cui militavano anche Aspledonte e Orcomeno.
Quando fu ucciso accidentalmente da Deifobo, suo padre Ares fu avvertito da Era e minacciò di scendere sul campo di battaglia per vendicarlo.

### Pareri secondari
Secondo altre fonti Ascalafo partecipò alla spedizione degli Argonauti, gli avventurieri reclutati da Giasone per il recupero del vello d'oro e durante tali avventure, a quanto pare, non si distinse particolarmente.